# 428694 Saule
428694 Saule este o planetă minoră (asteroid) din Asteroid Apollo. A fost descoperită pe 29 iulie 2008 la Baldone⁠(d) de Kazimieras Černis⁠(d). 
Obiectul prezintă o orbită caracterizată de o semiaxă mare de 1,6012906724259 UAi, o excentricitate de 0,65, o înclinație de 19,1 ° în raport cu ecliptica.